# Russian Roulette
Russian Roulette är den tyska gruppen Accepts sjunde studioalbum, utgivet 1986.

## Låtlista
1. "T.V. War" – 3:27
2. "Monsterman" – 3:25
3. "Russian Roulette" – 5:22
4. "It's Hard to Find a Way" – 4:19
5. "Aiming High" – 4:26
6. "Heaven Is Hell" – 7:12
7. "Another Second to Be" – 3:19
8. "Walking in the Shadow" – 4:27
9. "Man Enough to Cry" – 3:14
10. "Stand Tight" – 4:05